# Poduri-Bricești
Poduri-Bricești falu Romániában, Erdélyben, Fehér megyében. Közigazgatásilag Aranyosvágás községhez tartozik.

## Fekvése
Aranyosvágás közelében fekvő település.

## Története
Poduri-Briceşti korábban Aranyosvágás része volt, 1956 körül vált külön 268 lakossal. 1966-ban 237, 1977-ben 228, 1992-ben 162, 2002-ben pedig 160 román lakosa volt.